# Частичный предел последовательности

Верхний предел (lim sup) и нижний предел (lim inf) последовательности.

Частичный предел некоторой последовательности — это предел одной из её подпоследовательностей, если только он существует. Для сходящихся числовых последовательностей частичный предел совпадает с обычным пределом в силу единственности последнего, однако в самом общем случае у произвольной последовательности может быть от нуля до бесконечного числа различных частичных пределов. При этом, если обычный предел характеризует точку, к которой элементы последовательности приближаются с ростом номера, то частичные пределы характеризуют точки, вблизи которых лежит бесконечно много элементов последовательности.
Два важных частных случая частичного предела — верхний и нижний пределы.

## Определения
Частичным пределом последовательности называется предел какой-либо её подпоследовательности, если существует хотя бы одна подпоследовательность, имеющая предел. В противном случае, говорят, что у последовательности нет частичных пределов. В некоторой литературе в случаях, если из последовательности удаётся выделить бесконечно большую подпоследовательность, все элементы которой одновременно положительны или отрицательны, её частичным пределом называют соответственно {\displaystyle +\infty } или {\displaystyle -\infty }.
Нижний предел последовательности — это точная нижняя грань множества частичных пределов последовательности.
Верхний предел последовательности — это точная верхняя грань множества частичных пределов последовательности.
Иногда нижним пределом последовательности называют наименьшую из её предельных точек, а верхним — наибольшую.
Эти определения эквивалентны, так как точная грань множества предельных точек обязательно принадлежит этому множеству.

## Обозначения
Нижний предел последовательности {\displaystyle \left\{x_{n}\right\}_{n=1}^{\infty }}:
- {\displaystyle \varliminf _{n\to \infty }x_{n}} (в отечественной литературе);

- {\displaystyle \liminf _{n\to \infty }x_{n}} (в иностранной литературе).

Верхний предел последовательности {\displaystyle \left\{x_{n}\right\}_{n=1}^{\infty }}:
- {\displaystyle \varlimsup _{n\to \infty }x_{n}} (в отечественной литературе);

- {\displaystyle \limsup _{n\to \infty }x_{n}} (в иностранной литературе).

## Примеры
- {\displaystyle \varliminf _{n\to \infty }{\frac {1}{n}}=\varlimsup _{n\to \infty }{\frac {1}{n}}=\lim _{n\to \infty }{\frac {1}{n}}=0}

- {\displaystyle \varliminf _{n\to \infty }\left(-1\right)^{n}=-1}

- {\displaystyle \varlimsup _{n\to \infty }\left(-1\right)^{n}=+1}

- {\displaystyle \nexists \varliminf _{n\to \infty }n,\nexists \varlimsup _{n\to \infty }n} (в другой терминологии оба предела равны {\displaystyle +\infty })

## Свойства
- Частичным пределом последовательности может быть только её предельная точка, и, наоборот, любая предельная точка последовательности представляет собой некоторый её частичный предел. Иными словами, понятия «частичный предел последовательности» и «предельная точка последовательности» эквивалентны[a].
- У любой ограниченной последовательности существуют и верхний, и нижний пределы (в множестве вещественных чисел). Если же считать {\displaystyle -\infty } и {\displaystyle +\infty } допустимыми значениями частичного предела, то верхний и нижний пределы существуют вообще у любой числовой последовательности.
- Числовая последовательность {\displaystyle \{x_{n}\}} сходится к {\displaystyle a} тогда и только тогда, когда {\displaystyle \varliminf _{n\rightarrow \infty }{x_{n}}=\varlimsup _{n\rightarrow \infty }{x_{n}}=a}.
- Для любого наперёд взятого положительного числа {\displaystyle \varepsilon } все элементы ограниченной числовой последовательности {\displaystyle \left\{x_{n}\right\}_{n=1}^{\infty }}, начиная с некоторого номера, зависящего от {\displaystyle \varepsilon }, лежат внутри интервала {\displaystyle \left(\varliminf _{n\to \infty }x_{n}-\varepsilon ,\varlimsup _{n\to \infty }x_{n}+\varepsilon \right)}.
- Если за пределами интервала {\displaystyle \left(a,b\right)} лежит лишь конечное число элементов ограниченной числовой последовательности {\displaystyle \left\{x_{n}\right\}_{n=1}^{\infty }}, то интервал {\displaystyle \left(\varliminf _{n\to \infty }x_{n},\varlimsup _{n\to \infty }x_{n}\right)} содержится в интервале {\displaystyle \left(a,b\right)}.
- Множество частичных пределов замкнуто.

### Комментарии
1. ↑  При этом следует помнить, что элемент, встречающийся в последовательности бесконечное число раз, является предельной точкой этой последовательности (в отличие от предельной точки множества).